# Pikmin 3
Pikmin 3 (ピクミン3 Pikumin Surī?) är ett realtidsstrategi-spel som utvecklades och gavs ut av Nintendo till Wii U juli 2013 i Japan, Europa och Australien, och augusti 2013 i Nordamerika. Spelet är den tredje delen i Pikmin-serien. En uppdaterad version av spelet, Pikmin 3 Deluxe, gavs ut den 30 oktober 2020 till Nintendo Switch, i vilket en del ändringar gjorts.

## Skillnader från föregångare
En del aspekter skiljer spelet från sina föregångare. Två nya sorters Pikmin introduceras: Rock Pikmin och Winged Pikmin. Rock Pikmin kan användas för att förstöra glas och andra hårda material, medan Winged Pikmin kan flyga och därmed bära föremål i luften. Lila och Vita Pikmin har tagits bort från berättelse-läget, de återfinns enbart i övriga spellägen. I spelet kontrolleras även tre karaktärer, till skillnad från tidigare spel som endast nyttjat en. Dessa är nya till serien och heter Alph, Brittany och Charlie.
Spelet introducerar även ett flerspelarläge, kallat "Bingo Battle". I detta läge är målet att hitta ett antal föremål, som anges på en bingobricka, för att få Bingo före sin motståndare.
I Pikmin 3 Deluxe har möjligheten lagts till att spela med två spelare i berättelse-läget. En prolog och epilog till denna berättelse har också adderats, där spelaren spelar som Olimar och Louie från de tidigare spelen i serien. Piklopedia, en encyklopedi över fienderna i världen, återkommer även i denna version av spelet.